# Aleksandra Krunić
Aleksandra Krunić (Moscou, 15 de março de 1993) é uma tenista profissional sérvia

## WTA finais

### Duplas: 2 (1 título, 1 vice)
| Campeã — Legenda                    |
| ----------------------------------- |
| Grand Slam (0–0)                    |
| WTA Tour (0–0)                      |
| Premier Mandatory & Premier 5 (0–0) |
| Premier (0–0)                       |
| International (1–1)                 |

| Títulos por Piso |
| ---------------- |
| Duro (1–1)       |
| Grama (0–0)      |
| Saibro (0–0)     |
| Carpete (0–0)    |

| Posição | N. | Data             | Torneio                              | Piso | Parceira           | Oponentes                            | Placar                |
| ------- | -- | ---------------- | ------------------------------------ | ---- | ------------------ | ------------------------------------ | --------------------- |
| Vice    | 1. | 28 Julho 2013    | Baku Cup, Baku, Azerbaijão           | Duro | Eleni Daniilidou   | Irina Buryachok Oksana Kalashnikova  | 6–4, 6–7(3–7), [4–10] |
| Campeã  | 1. | 13 Setembro 2014 | Tashkent Open, Tashkent, Uzbequistão | Duro | Kateřina Siniaková | Margarita Gasparyan Alexandra Panova | 6–2, 6–1              |

## Junior Grand Slam finais

### Duplas (0–1)
| Posição | Ano               | Torneio             | Piso | Parceira         | Oponentes                         | Placar         |
| Vice    | 28 Fevereiro 2009 | Aberto da Austrália | Duro | Sandra Zaniewska | Christina McHale Ajla Tomljanović | 1–6, 6–2, 4–10 |

## Fed Cup

### Finais: 1 (0–1 vice)
| Posição | N. | Data              | Competição                  | Pisoe    | Equipe                                         | Oponentes                                                     | Placar |
| ------- | -- | ----------------- | --------------------------- | -------- | ---------------------------------------------- | ------------------------------------------------------------- | ------ |
| Vice    | 1. | 3–4 Novembro 2012 | Fed Cup, Praga, Rep. Tcheca | Duro (i) | Ana Ivanovic Jelena Janković Bojana Jovanovski | Petra Kvitová Lucie Šafářová Lucie Hradecká Andrea Hlaváčková | 1–3    |